# Terque
Terque (in maurischer Zeit Marchena genannt) ist ein Ort und eine Gemeinde (municipio) mit insgesamt 384 Einwohnern (Stand: 2024) im Süden der Provinz Almería in der autonomen Region Andalusien. Das Gemeindegebiet ist zweigeteilt in einen bewohnten und einen landwirtschaftlich genutzten unbewohnten Teil.

## Lage und Klima
Der Ort Terque liegt nahe der Einmündung des Río Nacimiento in den Río Andarax im Süden der Berge der Alpujarras etwa 34 km (Fahrtstrecke) nordwestlich der am Mittelmeer gelegenen Provinzhauptstadt Almería in einer Höhe von ca. 300 m. Das Klima ist gemäßigt bis warm; der eher spärliche Regen (ca. 300 mm/Jahr) fällt – mit Ausnahme der meist extrem trockenen Sommermonate – verteilt übers Jahr.

## Bevölkerungsentwicklung
| Jahr      | 1857 | 1900 | 1981 | 2000 | 2020 |
| Einwohner | 901  | 986  | 970  | 430  | 365  |

Die Mechanisierung der Landwirtschaft, die Aufgabe bäuerlicher Kleinbetriebe („Höfesterben“) und der daraus resultierende Verlust von Arbeitsplätzen hatte in der zweiten Hälfte des 20. Jahrhunderts einen immer noch anhaltenden Bevölkerungsschwund zur Folge.

## Wirtschaft
In maurischer Zeit gab es hier eine bedeutende Seidenproduktion. Noch in der frühen Neuzeit lebten die Bewohner des Ortes als Selbstversorger von den Erträgen ihrer Felder und Hausgärten. In maurischer Zeit  Außerdem wurde in geringem Umfang auch Viehzucht (v. a. Schafe, Ziegen und Schweine) betrieben; Esel wurden als Tragtiere gehalten. Dieser Zustand änderte sich erst mit dem Ausbau der Infrastruktur im 20. Jahrhundert. Heute dominieren Orangenbaumplantagen; in geringem Umfang wird auch Wein angebaut. Im Ort selbst haben sich Kleinhändler, Handwerker und Dienstleister aller Art angesiedelt.

## Geschichte
Auf dem Gemeindegebiet gibt es mehrere Höhlen (cuevas), in denen prähistorische Kleinfunde entdeckt wurden. römische und westgotische Spuren fehlen. Es ist davon auszugehen, dass Berber aus dem Maghreb im 8. Jahrhundert die eigentlichen Gründer des Ortes waren, der im ausgehenden 15. Jahrhundert von den Christen rückerobert (reconquista), aber noch für kurze Zeit dem letzten Emir von Granada, Boabdil, als Lehen überlassen wurde. Viele Mauren aus dem Süden Spaniens zogen sich in dieser Zeit in die abgelegenen Berge der Alpujarras zurück; vereinzelte Versuche zur endgültigen Christianisierung schlugen fehl, doch erst nach den Moriskenaufständen der Jahre 1499 bis 1501 und 1568 bis 1571 wurden die letzten Muslime zu Beginn des 17. Jahrhunderts ausgewiesen bzw. umgesiedelt. Danach verfiel der Ort und erlangte erst allmählich durch Neusiedler aus anderen Teilen der Iberischen Halbinsel seine ursprüngliche Größe wieder.

## Sehenswürdigkeiten

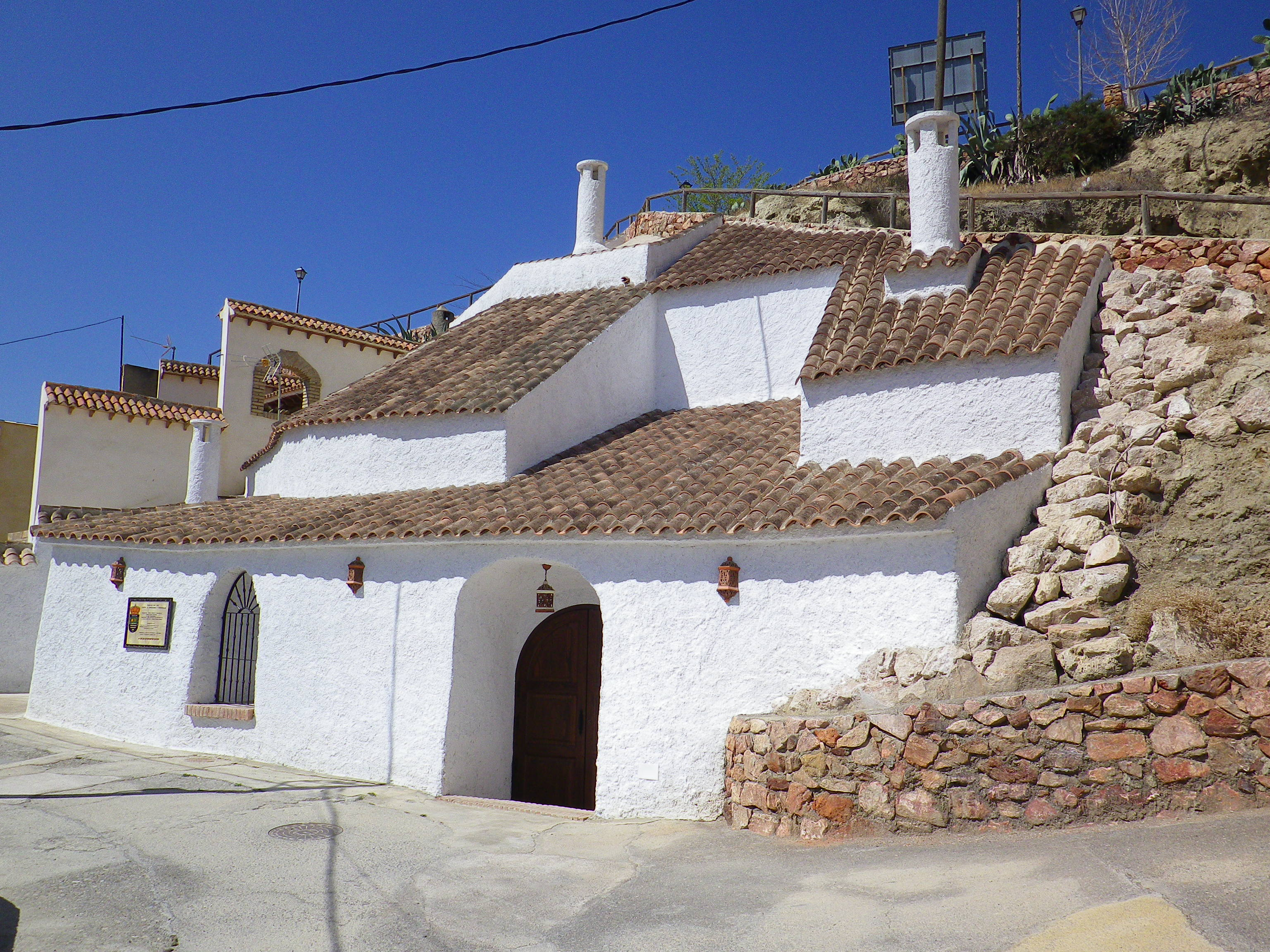
Terque – Cueva de San José

- Die zumeist aus Bruchsteinen gemauerten, aber verputzten und weißgetünchten Häuser im alten Ortskern haben allesamt Flachdächer. Einige Abschnitte der Gassen des Ortes sind überbaut (tinaos).
- Die Iglesia de Santiago Apóstol ist dem Apostel Jakobus dem Älteren geweiht; sie entstand in der Zeit um 1600 an der Stelle einer älteren, in der Zeit der Moriskenaufstände zerstörten Kirche. In der zweiten Hälfte des 19. Jahrhunderts wurde die Kirche restauriert und auch modernisiert. Langhaus und Apsis werden jedoch wie ehedem von hölzernen Flachdecken überspannt.
- Einige repräsentative Wohnbauten (palacios) bereichern das Ortsbild.
- Das im Jahr 2002 eröffnete Museo Histórico de Terque widmet sich der Volkskunde des Ortes und seiner Umgebung.[4]

Umgebung
- Die spärlichen Ruinen der durch ein Erdbeben im Jahr 1522 zerstörte Burg (castillo) von Marchena befinden sich auf einem Hügel beim heutigen Ort.